# Bộ tứ báo thủ
Bộ tứ báo thủ (tựa cách điệu: Bộ 4 báo thủ) (tiếng Anh: The 4 Rascals) là một bộ phim điện ảnh Việt Nam ra mắt năm 2025 thuộc thể loại hài – lãng mạn – chính kịch do Trấn Thành làm đạo diễn kiêm biên kịch và đồng sản xuất, đánh dấu đây là bộ phim điện ảnh thứ tư anh làm đạo diễn, sau Bố già, Nhà bà Nữ và Mai. Tác phẩm do HKFilm, Galaxy Studio và Trấn Thành Town hợp tác sản xuất, có sự tham gia diễn xuất của các diễn viên gồm Trần Tiểu Vy, Trần Quốc Anh, Nguyễn Cao Kỳ Duyên, Lê Dương Bảo Lâm, Lê Giang, Trấn Thành và Uyển Ân.
Trong những ngày đầu khởi chiếu, Bộ tứ báo thủ nhanh chóng phá vỡ các kỷ lục trước đó do Mai nắm giữ. Tuy vậy, tác phẩm cũng vấp phải nhiều tranh cãi từ giới phê bình, đặc biệt về cốt truyện và diễn xuất. Cuối cùng, phim đã thu về hơn 332 tỷ đồng, mặc dù con số này thấp hơn các tác phẩm trước đó của Trấn Thành, nhưng đây vẫn là bộ phim điện ảnh Việt Nam có doanh thu cao nhất năm 2025.

## Diễn viên
- Trần Tiểu Vy trong vai Quỳnh Anh
- Nguyễn Cao Kỳ Duyên trong vai Karen
- Trần Quốc Anh trong vai Quốc Anh
- Trấn Thành trong vai cậu Mười Một
- Lê Dương Bảo Lâm trong vai Jessica (Chét-Xi-Cà)
- Lê Giang trong vai dì Bốn
- Uyển Ân trong vai Kiều

## Sản xuất

### Chọn diễn viên
Ban đầu, Quốc Anh tham gia casting cho bộ phim Bộ tứ báo thủ nhưng đã không vượt qua sau ba lần. Sau đó, anh được Trấn Thành gợi ý về việc đi casting bộ phim Yêu nhầm bạn thân, một bộ phim cũng do nam đạo diễn đầu tư. Trong quá trình anh đi casting cho Yêu nhầm bạn thân, anh bất ngờ khi biết được Trấn Thành là giám khảo tuyển chọn diễn viên cho dự án này. Dù vậy, lần thể hiện này của anh đã tiến bộ hơn, đồng thời gây ấn tượng mạnh với Trấn Thành khi đó. Ngay sau đó, anh và Trấn Thành trở nên thân thiết hơn, và trong một buổi gặp mặt riêng, Trấn Thành đã chủ động mời anh quay trở lại với dự án Bộ tứ báo thủ, cuối cùng thì anh đã đồng ý tham gia.
Ngoài ra, đã có cuộc tranh luận xoay quanh về việc toàn mời những nghệ sĩ quen biết tham gia dự án, đạo diễn Trấn Thành cho biết và khẳng định: "Tất nhiên tôi luôn muốn mời người quen tham gia dự án của mình, nhưng họ phải thật sự hợp vai".

### Âm nhạc
Nguyễn Hoàng Anh là người đảm nhận vị trí soạn nhạc nền cho bộ phim. Tổng cộng bộ phim đã có 9 ca khúc xuất hiện trong phim, bao gồm "Không sao đâu" của Captain Boy, "Chúng ta còn ở đó không? và "Một nơi bé nhỏ nào đó" của Orange; "Dù cho tận thế (vẫn yêu em)" của  Erik, "Regret" của Quang Trung, Ali Hoàng Dương, Quân A.P, Pháp Kiều, Lâm Bảo Ngọc; "I'm Thinking About You" của Đức Phúc, Tlinh, WEAN, Hùng Huỳnh, Rhyder; "Khúc hát mừng sinh nhật" của Phan Đinh Tùng, "Hát mừng xuân" của LyLy, TDK và Hứa Kim Tuyền và "Cánh thiệp đầu xuân" của Lê Dinh và Minh Kỳ. Ngoài ra, ca khúc "Sao anh chưa về nhà" của Amee và Ricky Star cũng xuất hiện trong bộ phim lẫn đoạn giới thiệu của phim nhưng không được nêu tên ở phần danh đề kết thúc.
| STT              | Nhan đề                       | Sáng tác                     | Trình bày        | Thời lượng |
| ---------------- | ----------------------------- | ---------------------------- | ---------------- | ---------- |
| 1.               | "Không sao đâu"               | Captain Boy                  | Captain Boy      | 3:42       |
| 2.               | "Chúng ta còn ở đó không?"    | Orange                       | Orange           | 4:05       |
| 3.               | "Một nơi bé nhỏ nào đó"       | Orange                       | Orange           | 4:24       |
| 4.               | "Dù cho tận thế (vẫn yêu em)" | Trấn Thành Nguyễn Phúc Thiện | Erik             | 3:53       |
| Tổng thời lượng: | Tổng thời lượng:              | Tổng thời lượng:             | Tổng thời lượng: | 16:04      |

Ca khúc "Dù cho tận thế" do Erik thể hiện được xem là ca khúc thành công nhất trong số các ca khúc chính thức của phim. Cụ thể, chỉ sau 5 tiếng phát hành, ca khúc đã nhanh chóng vươn lên vị trí số 1 trong mục Âm nhạc trên tab Thịnh hành YouTube Việt Nam, đồng thời đứng thứ 4 trong bảng xếp hạng tổng hợp toàn nền tảng, đặc biệt là khi ca khúc còn lọt vào tab Thịnh hành tại nhiều quốc gia khác như Singapore, Đài Loan, Úc và Hàn Quốc. Tính đến đầu tháng 8 năm 2025, ca khúc đã đạt hơn 57 triệu lượt xem. Ngoài ra, ca khúc cũng chiếm lĩnh vị trí dẫn đầu trên nhiều bảng xếp hạng nhạc số như iTunes, Spotify, Apple Music và các nền tảng khác.

## Phát hành

### Quảng bá
Vào ngày 28 tháng 11 năm 2024, Trấn Thành cùng đơn vị phát hành đã chính thức công bố dự án phim điện ảnh mới, đồng thời ấn định ngày khởi chiếu là 29 tháng 1 năm 2025, nhằm mùng 1 Tết Nguyên đán. Trong dịp này, áp phích đầu tiên của bộ phim cũng được giới thiệu, tạo ấn tượng với hình ảnh khung cảnh hỗn loạn phía sau một nhóm nhân vật chính. Thiết kế áp phích gây chú ý khi chỉ để lộ đôi mắt của bốn nhân vật, tuy không công bố danh tính cụ thể nhưng nhiều khán giả đã suy đoán những gương mặt đó bao gồm Lê Dương Bảo Lâm, Lê Giang, Quang Trung và Uyển Ân. Bên cạnh đó, hai nhân vật xuất hiện mờ ảo qua gương chiếu hậu của chiếc xe máy Dream cũng được cộng đồng mạng suy đoán là hoa hậu Trần Tiểu Vy và diễn viên Quốc Anh.
Trong những ngày tiếp theo, dàn diễn viên dần được xác nhận gồm Lê Dương Bảo Lâm, Uyển Ân, Lê Giang, và Trấn Thành. Cùng thời điểm, áp phích teaser trailer và áp phích teaser của phim cũng được công bố, mang phong cách hài hước, nhấn mạnh yếu tố giải trí của tác phẩm. Ngay sau đó, đến ngày 19 tháng 12 năm 2024, đơn vị phát hành chính thức ra mắt áp phích chính thức, đồng thời hé lộ ba diễn viên mới gồm Trần Tiểu Vy, Nguyễn Cao Kỳ Duyên và Quốc Anh. Ngay sau đó, vào ngày hôm sau, đoạn giới thiệu chính thức được phát hành, hé lộ tuyến nội dung xoay quanh chuyện tình cảm giữa Karen (Kỳ Duyên đóng), Quỳnh Anh (Tiểu Vy đóng) và Quốc Anh (Quốc Anh đóng).

### Công chiếu
Bộ phim Bộ tứ báo thủ được xác nhận sẽ khởi chiếu chính thức vào ngày 29 tháng 1 năm 2025, tức mùng 1 Tết Nguyên đán Ất Tỵ 2025. Trong cùng dịp này, hai bộ phim Việt Nam khác cũng ra mắt là Nụ hôn bạc tỷ do Thu Trang đạo diễn và Yêu nhầm bạn thân do Nguyễn Quang Dũng và Diệp Thế Vinh đạo diễn. Ngoài dự án Bộ tứ báo thủ, Trấn Thành còn đảm nhận vai trò nhà sản xuất và đồng đầu tư cho bộ phim Yêu nhầm bạn thân.
Đến ngày 1 tháng 9 cùng năm, phim chính thức ra mắt trên nền tảng Galaxy Play và Netflix.

## Đón nhận

### Doanh thu phòng vé
Bộ phim bắt đầu mở bán vé sớm từ ngày 20 tháng 1 năm 2025, tức 9 ngày trước khi chính thức khởi chiếu. Đến ngày 27 tháng 1, lượng vé bán ra đã đạt 45.000 vé, tương đương hơn 3 tỷ đồng doanh thu, vượt qua Mai để trở thành phim Việt Nam có số lượng vé bán trước cao nhất mọi thời đại dịp Tết Nguyên Đán. Sau 9 ngày bán sớm, theo thông tin từ đơn vị phát hành, tổng số vé đặt trước đã vượt mốc 129.000 vé, với thành tích này đã vượt qua Lật mặt 7: Một điều ước để trở thành phim điện ảnh Việt Nam có lượng vé bán sớm cao nhất mọi thời đại. Cũng trong ngày khởi chiếu, theo dữ liệu từ Box Office Vietnam và nhà phát hành cho biết phim thu về hơn 30 tỷ đồng với 330.000 vé, lập kỷ lục doanh thu mở màn cao nhất lịch sử phim Việt. Tính đến tối ngày hôm sau, bộ phim đã thu về tổng cộng 64 tỷ đồng. Thành tích này giúp phim thiết lập hai kỷ lục mới của điện ảnh Việt Nam — trở thành phim Việt đạt mốc 50 tỷ nhanh nhất mọi thời đại trong 1 ngày rưỡi, đồng thời là phim Việt cán mốc 64 tỷ nhanh nhất mọi thời đại chỉ sau 2 ngày công chiếu. Sau gần 3 ngày ra rạp, bộ phim đạt gần 105 tỷ đồng, trở thành phim Việt Nam đạt mốc 100 tỷ đồng nhanh nhất từ trước đến nay, phá kỷ lục từng được thiết lập của Mai trong năm trước, đồng thời với 6000 suất chiếu trong ngày đó, bộ phim đã vượt qua Mai và Nhà bà Nữ về số suất chiếu khi hai tác phẩm trước đó chỉ đạt hơn 3.500 suất mỗi ngày, và trở thành phim Việt có số suất chiếu trong ngày cao nhất mọi thời đại. Tốc độ tăng trưởng doanh thu của phim trong những ngày tiếp theo vẫn duy trì ổn định. Đến ngày thứ 5, tổng doanh thu chính thức cán mốc 200 tỷ đồng. Riêng trong ngày này, phim thu về 41 tỷ đồng, thiết lập kỷ lục mới với danh hiệu phim Việt Nam có doanh thu trong ngày cao nhất mọi thời đại.
Tuy nhiên, trong các ngày tiếp theo, sức hút của bộ phim bắt đầu có dấu hiệu chững lại. Cụ thể, phải đến ngày thứ 12 kể từ khi khởi chiếu, phim mới cán mốc 300 tỷ đồng, chậm hơn đáng kể so với hai bộ phim trước đó là Nhà bà Nữ và Mai. Cuối cùng, vào ngày 27 tháng 3, bộ phim chính thức rời rạp với tổng doanh thu đạt 332 tỷ đồng. Tính đến thời điểm hiện tại, đây là bộ phim điện ảnh Việt Nam có doanh thu cao nhất năm 2025, đồng thời cũng là tác phẩm có doanh thu cao nhất tại thị trường Việt Nam tính đến lúc đó. Tuy nhiên, so với các phim trước đó của Trấn Thành như Nhà bà Nữ, Mai, hay thậm chí là Bố già, bộ phim lại bị xem là tác phẩm có doanh thu thấp nhất trong sự nghiệp đạo diễn của anh.

### Tác động và ảnh hưởng
Chiều ngày 18 tháng 1, buổi ra mắt chính thức của Bộ tứ báo thủ được tổ chức kết hợp với suất chiếu sớm dành cho khán giả. Ngay sau khi chiếu xong, mạng xã hội ngay lập tức xuất hiện các bài viết tiết lộ nội dung phim, đặc biệt gây xôn xao là những hình ảnh về các diễn viên khách mời xuất hiện trong phim mà ê-kíp đã giữ bí mật cho tới khi ra mắt chính thức. Trấn Thành ngay sau đó đã phải đăng tải bài viết và kêu gọi khán giả không tiết lộ nội dung phim. Sau khi bộ phim được phát hành chính thúc, câu thoại của nhân vật Quốc Anh (Quốc Anh đóng) trong phân cảnh tranh cãi với nhân vật Quỳnh Anh (Tiểu Vy đóng) đã trở nên nổi tiếng và trở thành một trào lưu trên mạng xã hội. Câu nói cụ thể là: "Ai cần em dành thời gian cho anh? Em dành thời gian cho em đi. Em đi ra ngoài đường. Kết bạn đi em. Làm một điều gì đó có ý nghĩa, đi kiếm tiền. Dành nhiều thời gian như vậy cho anh để làm gì? Em không có ước mơ hả?".
Ngoài ra, trong một suất chiếu của phim, khi đang phát đến phân cảnh tranh cãi giữa nhân vật Karen (Kỳ Duyên đóng) và nhân vật Quỳnh Anh về mối quan hệ tình cảm với nhân vật Quốc Anh, trong đó Karen là người thứ ba, Quỳnh Anh là người trong cuộc; một tình huống tương tự đã bất ngờ xảy ra. Cụ thể, một khán giả nữ đã bất ngờ bước vào rạp để đối chất với người được cho là có mối quan hệ ngoài luồng với chồng mình. Sự trùng hợp với nội dung trên màn ảnh khiến nhiều người trong rạp ngỡ ngàng.  Trong diễn biến, nhiều khán giả tưởng rằng vụ việc sẽ dẫn đến tranh cãi căng thẳng hoặc xô xát, tuy nhiên, người vợ chỉ bình tĩnh nói một câu: "Đàn bà đánh son, không đánh ghen", khiến những người có mặt tại rạp không khỏi bất ngờ. Cùng lúc đó, rạp đã phải tạm dừng chiếu, bật đèn và mời những người liên quan ra ngoài để giải quyết. Khoảng 15 phút sau, phim được tua lại và tiếp tục trình chiếu. Đoạn video ghi lại vụ việc ngay sau đó được lan truyền mạnh mẽ, và cư dân mạng đã gán biệt danh các nhân vật đời thực theo tên các nhân vật trong phim. Ngoài ra, phát ngôn "Đàn bà đánh son, không đánh ghen" của người vợ dành cho người thứ ba đã trở thành tâm điểm bình luận trên mạng xã hội.

### Thành tích
| Ngày         | Tên kỷ lục                                                                       | Mốc đạt      | Ref           |
| Tại Việt Nam | Tại Việt Nam                                                                     | Tại Việt Nam | Tại Việt Nam  |
| ------------ | -------------------------------------------------------------------------------- | ------------ | ------------- |
| 28/01        | Phim Việt Nam có số lượng vé bán trước cao nhất mọi thời đại dịp Tết Nguyên Đán. | 45.000 vé    | [ 20 ]        |
| 29/01        | Phim Việt Nam có số lượng vé bán trước cao nhất mọi thời đại.                    | 129.000 vé   | [ 21 ]        |
| 29/01        | Phim Việt Nam có doanh thu ngày đầu cao nhất mọi thời đại.                       | 30 tỷ đồng   | [ 22 ]        |
| 30/01        | Phim Việt Nam có doanh thu cán mốc 50 tỷ đồng nhanh nhất mọi thời đại.           | 1 ngày rưỡi  | [ 22 ]        |
| 30/01        | Phim Việt Nam có doanh thu cán mốc 64 tỷ đồng nhanh nhất mọi thời đại.           | 2 ngày       | [ 23 ]        |
| 31/01        | Phim Việt Nam có doanh thu cán mốc 100 tỷ đồng nhanh nhất mọi thời đại.          | 3 ngày       | [ 21 ]        |
| 31/01        | Phim có số lượng suất chiếu trong ngày cao nhất mọi thời đại                     | 6.000 suất   | [ 24 ] [ 21 ] |
| 02/02        | Phim Việt Nam có doanh thu trong ngày cao nhất mọi thời đại.                     | 41 tỷ đồng   | [ 26 ]        |